# Verpflichtungserklärung (Ausländerrecht)
Die Abgabe einer Verpflichtungserklärung dient der Absicherung der Kosten für den Lebensunterhalt zu Gunsten eines Drittstaatsangehörigen und ermöglicht diesem den Nachweis im Verwaltungsverfahren, dass die wirtschaftlichen Voraussetzungen für die Erteilung eines Aufenthaltstitels im Hinblick auf § 5 Abs. 1 AufenthG erfüllt werden.

## Deutschland

### Umfang der Verpflichtungserklärung
Der Verpflichtungsgeber kann eine natürliche oder eine juristische Person sein. Die Rechtsfolgen einer solchen Erklärung, die gegenüber der Ausländerbehörde oder Auslandsvertretung abzugeben ist, regeln § 66, § 67 und § 68 Aufenthaltsgesetz. Die Verpflichtungserklärung begründet keine unmittelbare Verpflichtung gegenüber dem begünstigten Drittstaatsangehörigen, eröffnet aber staatlichen Stellen eine Rückgriffsmöglichkeit für den Fall, dass sie wegen des Aufenthalts Kosten tragen müssen, denen keine Beitragszahlungen entgegenstanden. So können ggf. Sozialhilfekosten, Leistungen nach dem AsylbLG, jeweils inkl. anfallender Krankenbehandlungskosten, sowie die Kosten einer etwaig erforderlichen Abschiebung einschließlich Abschiebungshaft anfallen, nicht aber Rentenzahlungen, Arbeitslosengeld oder Leistungen für Mitglieder einer Krankenversicherung, da diesen Leistungen stets Beitragszahlungen vorausgegangen sind.

### Risiken der Verpflichtungserklärung
Nach ganz überwiegender Auffassung in der Rechtsprechung sind die Behörden nicht verpflichtet, den Verpflichtungsgeber vor Eingehen seiner Verpflichtung umfassend auf die mit der Verpflichtungserklärung verbundenen Risiken hinzuweisen. Insbesondere ist vielen Verpflichtungsgebern auch nicht bewusst, dass ihre eingegangene Verpflichtung ihnen keinerlei Rechte gegenüber dem Drittstaatsangehörigen verschafft; sie können ihn daher nicht zur Ausreise zwingen oder ihm andere Vorschriften zur Minimierung ihres eigenen Schadens machen (z. B. die Nutzung vorhandenen Wohnraums etc.). Besonders hohe Kostenrisiken ergeben sich vor allem in den folgenden Konstellationen:
- Asylantragstellung nach der Einreise: Im Hinblick auf lange, teilweise mehrjährige Asylverfahren können sich hier für die oftmals zwingende Unterbringung in Asylunterkünften, Lebensunterhalt und Krankenbehandlungskosten hohe Beträge ergeben (mittlere fünfstellige Beträge pro Person sind die Regel), zumal die Wirkung der Verpflichtungserklärung nicht mit einer Asylantragstellung endet;[1] seit diesem Zeitpunkt endet sie aber auf jeden Fall nach fünf bzw. drei Jahren, siehe Abschnitt „Erlöschen“.
- Wegfall einer Krankenversicherung: Insbesondere Reisekrankenversicherungen enthalten oftmals Leistungsausschlüsse oder enden automatisch, sobald im Reiseland ein fester Wohnsitz genommen wird.
- Abschiebungskosten: Erfolgt bei eintretender Ausreisepflicht keine fristgerechte Ausreise, können Abschiebungskosten entstehen. Diese können insbes. Kosten einer vollzogenen Abschiebungshaft, Transportkosten zum Flughafen einschließlich der Kosten für Begleitbeamte, die Flugkosten für den Ausländer und im Falle einer notwendigen Begleitung durch Beamte der Bundespolizei auch die gesamten Flug- und sonstigen Reisekosten der Begleitpersonen umfassen.

### Anforderungen an die Leistungsfähigkeit des Verpflichtungsgebers
Je nach Art und Dauer des angestrebten Aufenthaltes werden an die finanzielle Leistungsfähigkeit des Verpflichteten unterschiedliche Anforderungen gestellt, damit durch sie die Erteilungsvoraussetzung ausreichender Mittel zum Lebensunterhalt erfüllt werden kann. Aufwendungen des Verpflichtungsgebers hierfür können steuerlich berücksichtigt werden, wenn die Voraussetzungen des § 33a EStG („Außergewöhnliche Belastung in besonderen Fällen“) vorliegen.

### Form und Wirksamkeit
Die Verpflichtungserklärung wird in der Regel auf einem bundeseinheitlichen und fälschungsgesicherten Formular von der zuständigen Behörde aufgenommen und die Unterschrift des Verpflichtungsgebers beglaubigt. Gesetzlich ist jedoch nicht die Formularverwendung erforderlich, § 68 Abs. 2, S. 1 AufenthG erfordert zur Wirksamkeit lediglich die Schriftform. Verpflichtungserklärungen, die nicht auf dem amtlichen Formular abgegeben werden, können einen anderen Verpflichtungsumfang haben, werden jedoch von den Behörden regelmäßig nicht als ausreichend erachtet. Sie sind dennoch rechtlich wirksam und begründen im abgegebenen Umfang eine Kostenerstattungspflicht. Die Verpflichtungserklärung kann auch im Verfahren für Kurzbesuchervisa (Schengen-Visum) als Nachweis einer sogenannten Einladung verwendet werden. Einige andere Schengen-Anwenderstaaten wie z. B. Frankreich kennen ähnliche Rechtskonstrukte, bislang hat aber neben Deutschland nur ein weiterer Vertragsstaat seinen Erklärungsvordruck durch Vorlage bei der EU-Kommission und Aufnahme in die Anlagen zur gemeinsamen konsularischen Instruktion harmonisiert. Bei der beabsichtigten Neuregelung des Visumrechts der EU soll die Verpflichtungserklärung durch einen einheitlichen Vordruck zum Nachweis von Einladung und Unterkunft ersetzt werden. Die Bestimmungen des deutschen Aufenthaltsrechts wären darauf nicht mehr anwendbar, wodurch die Verpflichtungserklärung als Möglichkeit der Absicherung der öffentlichen Kassen bei Kurzbesuchen nicht mehr in Betracht kommt.
Sind nach Abgabe der Verpflichtungserklärung sechs Monate vergangen, kann sie im Regelfall nicht mehr für eine Visumvergabe genutzt werden.
Der Widerruf einer Verpflichtungserklärung ist gesetzlich nicht vorgesehen.

### Erlöschen
Seit dem Inkrafttreten des Integrationsgesetzes am 6. August 2016 erlischt jede Verpflichtungserklärung nach fünf Jahren (§ 68 Abs. 1 AufenthG). Vor dem 6. August 2016 eingegangene Verpflichtungserklärungen erlöschen nach drei Jahren, frühestens aber zum 31. August 2016 (§ 68a Satz 1 AufenthG). Vor dem Inkrafttreten des Integrationsgesetzes waren Verpflichtungserklärungen nicht zeitlich begrenzt, erloschen aber bei der Erteilung eines Aufenthaltstitels zu einem anderen Zweck.
Innerhalb dieser Drei- bzw. Fünfjahresfrist endet die Wirkung der Verpflichtungserklärung gemäß dem bundeseinheitlichen Formular im Falle einer Ausreisepflicht erst mit der endgültigen Ausreise des Drittstaatsangehörigen aus der Bundesrepublik Deutschland und sonst mit der Erteilung eines Aufenthaltstitels an den Drittstaatsangehörigen zu einem anderen Zweck als demjenigen, für die die Verpflichtung abgegeben wurde; seit dem 6. August 2016 gilt allerdings, dass dies ein Zweck außerhalb des fünften Abschnitts des Aufenthaltsgesetzes sein muss (etwa zum Zwecke der Erwerbstätigkeit). Das heißt, dass eine Verpflichtungserklärung nunmehr bei der Erteilung eines Aufenthaltstitels aus völkerrechtlichen, humanitären oder politischen Gründen (fünfter  Abschnitt  des  Aufenthaltsgesetzes) nicht erlischt.
Medienberichten zufolge hat die seit dem 6. August 2016 in Kraft getretene Gesetzesänderung gegebenenfalls hohe finanzielle Auswirkungen auf diejenigen Menschen, die auf das Erlöschen der Verpflichtungserklärung bei der Asylerteilung vertrauten und sich auf dieser Basis finanziell verpflichteten. Zu einer solchen Übernahme einer Verpflichtung ist im Zusammenhang von Landesaufnahmeprogrammen aufgerufen worden, etwa von Flüchtlingshilfeorganisationen wie der Initiative Flüchtlingshilfe Syrien und dem Verein Flüchtlingspaten Syrien, der allerdings nach eigenen Angaben alle Kosten der von ihm initiierten Verpflichtungserklärungen aus Spenden einer Vielzahl von Paten trägt, sodass es hier zu keinen Forderungen gegenüber den Bürgenden kommen kann. Nach Aussage der Medien war im Herbst 2016 auch noch nicht deutlich, wie mit Altfällen umgegangen würde.
Lange Zeit war umstritten, ob eine Verpflichtungserklärung bei der Flüchtlingsanerkennung erlischt. Im Januar 2017 urteilte das Bundesverwaltungsgericht, dass der Garantiegeber auch nach Zuerkennung der Flüchtlingseigenschaft für die Lebensunterhaltskosten haftet, da der Begriff des „Aufenthaltszwecks“ im Sinne der Verpflichtungserklärungen grundsätzlich jeden Aufenthalt aus völkerrechtlichen, humanitären oder politischen Gründen unter Abschnitt 5 des Aufenthaltsgesetzes erfasse. Der staatlichen Mitverantwortung im Sinne der Richtlinie 2011/95/EU (Artikel 29) sei entsprochen worden, indem bereits im Rahmen der Landesaufnahmeanordnungen die Kosten für Leistungen bei Krankheit, Schwangerschaft, Geburt, Pflegebedürftigkeit und Behinderung von den abzugebenden Verpflichtungserklärungen ausgenommen wurden. Wer allerdings bei der Abgabe der Bürgschaft davon ausging, dass er nur wenige Monate zahlen müsse, könne, wie aus Aussagen des Bundessozialministeriums hervorging, seine Verpflichtungserklärung wegen Irrtums anfechten, was dann im Einzelfall geprüft werde. Im Januar 2019 kam es nach langen Verhandlungen zu einer Einigung über ausstehende Altfälle.

## Österreich
Seit 2007 wurde die Verpflichtungserklärung in Österreich schrittweise auf eine Elektronische Verpflichtungserklärung (EVE) umgestellt. Diese ist bei der für den Einladenden zuständigen Fremdenpolizeibehörde (in Wien beim Polizeikommissariat des Wohnsitzbezirks) abzugeben. Sie ist kostenlos und umfasst neben der Abgabe der Erklärung unter anderem auch eine Prüfung der Tragfähigkeit der Verpflichtungserklärung. Dadurch entfällt die bisher benötigte notarielle Bestätigung der Unterschrift des Einladenden.
Die Einladenden erhalten eine achtstellige ID-Nummer, die sie dem Eingeladenen bekanntgeben müssen. Dieser gibt bei Antragstellung der zuständigen Vertretungsbehörde im Ausland die besagte Nummer an, unter der die Vertretungsbehörde die Verpflichtungserklärung 48 Stunden nach Abgabe derselben abrufen kann.
Benötigte Unterlagen des Einladenden:
1. Reisepass
2. Arbeitsbestätigung
3. drei letzte Gehaltsabrechnungen
4. Mietvertrag und/oder Grundbuchauszug
5. Meldebestätigung
6. Daten des Eingeladenen
7. eventuell Sparbücher, Wertpapiere usw.

Mit der EVE erklärt sich der Einlader bereit, für alle Kosten aufzukommen, die öffentlichen Rechtsträgern durch den Aufenthalt des Visumwerbers entstehen könnten, auch wenn dieser über den Zeitraum der Einladung hinausgeht.

## Weitere Staaten
Andere Staaten sehen eigens für Flüchtlinge entwickelte Sponsoring-Programme vor. In Kanada können Privatpersonen und Initiativen Flüchtlinge privat sponsern. Die Sponsoren verpflichten sich, ein Jahr lang folgende Unterstützung zu gewähren: Hilfe bei der Suche nach einer Unterkunft, finanzielle Unterstützung, soziale und emotionale Unterstützung, Essen und Kleidung. Im Gegensatz zur deutschen Verpflichtungserklärung ist das Sponsoring (für Flüchtlinge) in Kanada auf ein Jahr begrenzt. Auch Italien und das Vereinigte Königreich sehen private Flüchtlings-Sponsoring-Programme vor.
Eine bedeutende Rolle spielten als Affidavits bezeichnete Verpflichtungserklärungen während der Zeit des Nationalsozialismus. Familienangehörige, Freunde und qualifizierte Organisationen in Staaten außerhalb Deutschlands (nach dem Anschluss außerhalb Deutschlands und Österreichs) konnten mit einer beglaubigten Bürgschaftserklärung Verfolgten die Einreise in Überseeländer (Vereinigtes Königreich, USA) ermöglichen, die dadurch der nationalsozialistischen Verfolgung auf dem Kontinent entkamen.